# أرون ميرز
أرون ميرز (بالإنجليزية: Aaron Merz)‏ هو لاعب كرة قدم أمريكية أمريكي، ولد في 27 أغسطس 1983 في بيكرسفيلد في الولايات المتحدة.

## وصلات خارجية
- أرون ميرز على موقع مرجع كرة القدم المحترفة.كوم (الإنجليزية)